# Tratados de Nimega

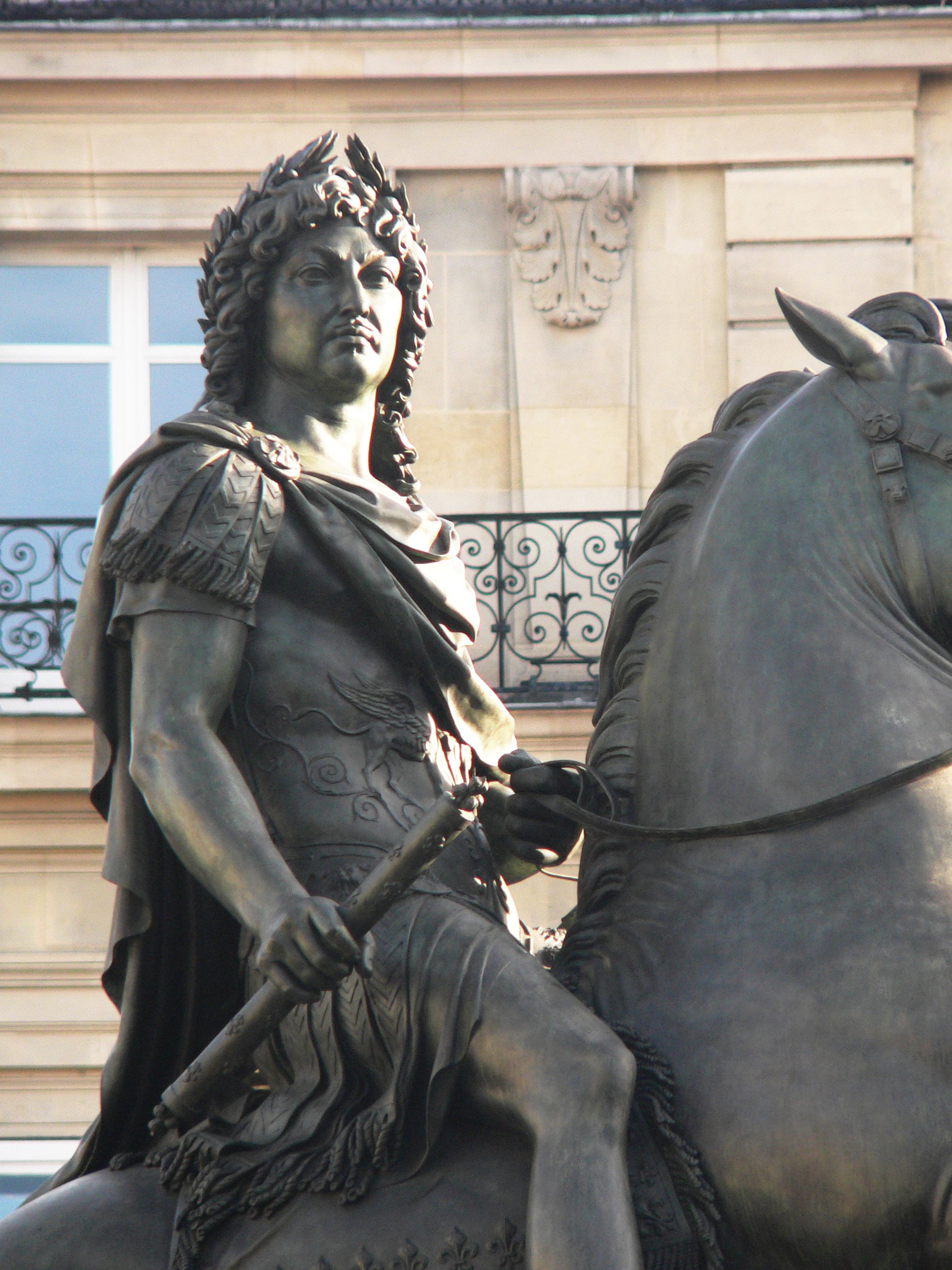
A "Praça das Vitórias", com a estátua equestre de Luís XIV, foi projetada como um memorial parisiense à Paz de Nimegue.

Os Tratados de Paz de Nimegue (Négotiations de Nimègue ou Négotiations de la Paix de Nimègue) foram uma série de tratados assinados na cidade neerlandesa de Nimega, entre agosto de 1678 e dezembro de 1679, pondo fim às guerras entre diversos países, incluindo França, República dos Países Baixos, Espanha, Brandemburgo, Suécia, Dinamarca, Münster e o Sacro Império Romano-Germânico, durante a Guerra Franco-Neerlandesa (1672-1678).
A Guerra Franco-Neerlandesa conduziu a diversas guerras localizadas, conhecidas usualmente por diferentes nomes, como a Terceira Guerra Anglo-Neerlandesa ou a Guerra Escanesa, mas que foram diretamente causadas pela Guerra Franco-Neerlandesa e foram parte desta. A Inglaterra participou inicialmente da guerra ao lado dos franceses, mas retirou-se em 1674 depois do Tratado de Westminster.
As negociações começaram em 1676, mas não se chegou a nenhum acordo nem nada foi assinado antes de 1678. Esses tratados não resultaram em uma paz duradoura. Alguns dos países envolvidos assinaram tratados de paz em outros lugares, como o Tratado de Celle (a Suécia fez as pazes com Luneburgo), Tratado de São Germano (a França e a Suécia fazem as pazes com o Brandemburgo) e o Tratado de Fontainebleau (onde a França impôs a paz entre a Suécia e a Dinamarca-Noruega).
De acordo com o tratado que pôs fim à guerra franco-neerlandesa, a França obteve o controle da Franco-Condado e de algumas cidades do Condado de Flandres e do Condado de Hainaut (da Espanha). 

## Alguns tratados assinados em Nimega
- 10 de agosto de 1678 – a França e a República dos Países Baixos assinam a paz. A Suécia não fez parte do tratado, mas um parágrafo do tratado forçava a República dos Países Baixos a ter uma atitude neutra em relação à Suécia, com quem ela estava em guerra desde 1675.
- 19 de setembro de 1678 – a França e a Espanha assinam a paz.
- 26 de janeiro de 1679 – a França assina a paz com o Sacro Império Romano-Germânico.
- 26 de janeiro de 1679 – a Suécia assina a paz com o Sacro Império Romano-Germânico.
- 19 de março de 1679 – a Suécia assina a paz com Münster. O tratado também impunha a retirada de Münster de todos os soldados a serviço da Dinamarca.
- 2 de outubro de 1679 – a Suécia assina a paz com a República dos Países Baixos.